# Московський державний університет імені Михайла Ломоносова
Моско́вський держа́вний університе́т і́мені М. В. Ломоно́сова, МДУ (Московский государственный университет имени М. В. Ломоносова, МГУ) — найбільший та найстаріший університет Росії.
Університет має у своєму розпорядженні понад 600 будівель і споруд, включаючи Головну Будівлю на Ленінських (Воробйових) горах. Їх загальна площа близько 1 млн м². Тільки у Москві територія, що займає МДУ, становить 205,7 га. Планується подальше розширення території Університету.
Працюють філії у Севастополі, Пущино, Чорноголовці, Нур-Султані (Казахстан), Ташкенті (Узбекистан). З 1983 року функціонувала філія в Ульяновську, яка виділилася у 1995 році в Ульяновський державний університет.
Наукова бібліотека МДУ — одна з найбільших бібліотек Росії, там представлений весь спектр літератури різних галузей людських знань.
Ректор університету з 1992 року — Садовничий Віктор Антонович.

## Факультети
МДУ включає 9 науково-дослідних інститутів, 40 факультетів і понад 300 кафедр. В Університеті навчається понад 31 тис. студентів і близько 7 тис. аспірантів. На факультетах і в науково-дослідних центрах працюють 4 тис. професорів і викладачів, близько 5 тис. наукових співробітників. Допоміжний і обслуговувальний персонал налічує приблизно 15 тис. чоловік.
- Механіко-математичний факультет
- Факультет обчислювальної математики і кібернетики
- Фізичний факультет
- Хімічний факультет
- Факультет наук про матеріали
- Біологічний факультет
- Факультет фундаментальної медицини
- Факультет біоінженерії і біоінформатики
- Факультет ґрунтознавства
- Геологічний факультет
- Географічний факультет
- Історичний факультет
- Філологічний факультет
- Філософський факультет
- Економічний факультет
- Юридичний факультет
- Факультет журналістики
- Факультет психології
- Підготовчий факультет
- Інститут країн Азії та Африки
  - Спеціальний факультет ІКАА МДУ (ніколи не згадуваний у відкритому друці факультет, за припущеннями, викладає рідкісні мови. Навчальна частина розташована в будівлі на вулиці Мохова (Москва))
- Соціологічний факультет
- Факультет іноземних мов і регіонознавства
- Факультет державного управління
- Факультет мистецтв
- Вища школа бізнесу
- Московська школа економіки
- Факультет глобальних процесів
- Фізико-хімічний факультет
- Чорноморська філія Московського державного університету (місто Севастополь)
- Казахстанська філія Московського державного університету (місто Нур-Султан)
- Факультет військового навчання
- Спеціалізований навчально-науковий центр (СННЦ) МДУ
- Факультет світової політики
- Факультет додаткової освіти
- Вища школа перекладу (факультет)
- Вища школа державного адміністрування (факультет)
- Вища школа державного аудиту (факультет)
- Вища школа управління й інновацій (факультет)
- Вища школа інноваційного бізнесу (факультет — Корпоративний університет)
- Вища школа сучасних соціальних наук (на правах факультету)
- Підмосковна філія Московського університету (м. Черноголовка)
- Філія Московського університету в м. Пущино

З 1946 по 1951 роки діяв також Фізико-технічний факультет МяДУ в и. Долгопрудний, нині — Московський фізико-технічний інститут.
До 1944 року існував Міжнародний факультет МГУ, перетворений пізніше в Московський державний інститут міжнародних відносин (рос. МГИМО).
З 1758 по 1930 роки в Московському університеті діяв також Медичний факультет, нині — Московська медична академія ім. І. М. Сеченова (Перший Московський медичний інститут)

## Інститути
- Науково-дослідний інститут ядерної фізики ім. Д. В. Скобельцина
- Науково-дослідний інститут механіки
- Державний астрономічний інститут імені Павла Штернберга МДУ
- Науково-дослідний інститут физико-хімічної біології ім. А. Н. Белозерського
- Науково-дослідний обчислювальний центр
- Інститут теоретичних проблем мікросвіту ім. А. Н. Боголюбова
- Інститут математичних досліджень складних систем
- Науково-дослідний інститут і музей антропології ім. Д. Н. Анучина
- Інститут екологічного ґрунтознавства
- Інститут світової культури
- Російський-німецький інститут науки і культури
- Інститут проблем інформаційної безпеки

## Головна будівля МДУ
За пропозицією Йосипа Сталіна у січні 1947 року Уряд СРСР ухвалив рішення про будівництво в Москві восьми висотних будівель, однією з яких став головний корпус МГУ на Ленінських (нині Воробйових) горах. Проєкт розроблений групою архітекторів під керівництвом Льва Руднева. У проєкті використані елементи непобудованого Палацу рад. На момент будівництва це була найвища будівля в Європі.
Земляні роботи почалися у 1948 році, церемонія заставляння першого каменя відбулася 12 квітня 1949 року. У будівництві була використана праця декількох тисяч ув'язнених.
1 вересня 1953 року в корпусі почалися навчальні заняття.
Висота будівлі — 182 м, зі шпилем — 236 м.
Центральна частина (сектор «А») має 36 поверхів. Тут розміщені ректорат і загальноуніверситетські служби й організації, молодіжна рада, механіко-математичний, географічний і геологічний факультети, музей землезнавства, лабораторії і загальноуніверситетські аудиторії, бібліотеки, підприємства живлення.
Від центральної частини розходяться 18-поверхові корпуси гуртожитків (сектори «Б» і «В») з вежами до 24-го поверху. Від цих секторів, у свою чергу, розходяться 9-поверхові сектори «Г», «Д», «Е» і «Ж», також зайняті гуртожитками і готелем. У бічних башточках («І», «К», «Л», «М»), нині відокремлених від основної частини Головної будівлі, розміщуються службові квартири професорів і викладачів.

## Історія
Університет заснований у 1755 році, у 1940 році одержав ім'я Михайла Ломоносова.

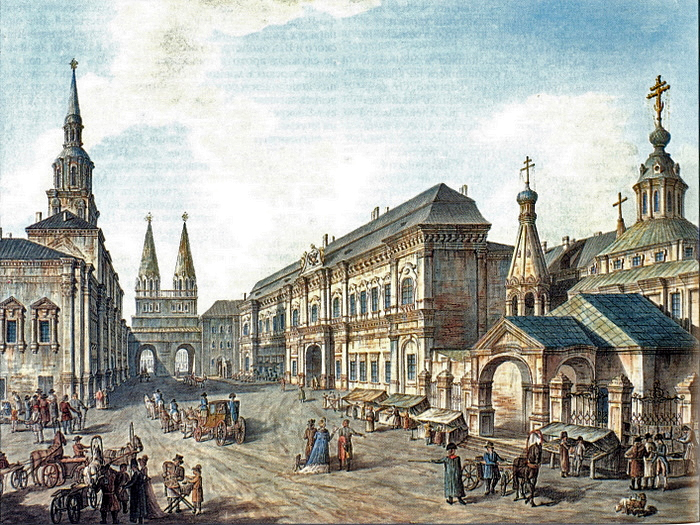
Будівля Московського Університету (зліва) біля Воскресенських воріт на Червоній площі. Гравюра поч. XIX століття

Ломоносов неодноразово ставив питання про відкриття університету в Москві. Його пропозиції, сформульовані в листі до І. І. Шувалова, лягли в основу проєкту Московського університету. Шувалов, фаворит імператриці Єлизавети Петрівни, протегував розвиток російської науки і культури. Після ознайомлення з представленим І. І. Шуваловим і М. В. Ломоносовим проєктом нового навчального закладу Єлизавета Петрівна підписала «Указ про установу в Москві університету і двох гімназій» від 12 (25) січня 1755 року (День Святої мучениці Тетяни Римської). Під Московський Університет визначили триповерхову будівлю Аптекарського будинку на Червоній площі біля Воскресенських воріт, яке донині не збереглося. Сьогодні його місцеположення символічно відмічене пам'ятною дошкою на правій стороні фасадної частини Державного Історичного музею (м. «Площа Революції», Червона площа, 1/2).
Церемонія урочистого відкриття занять була приурочена до святкування роковин коронації Єлизавети Петрівни 7 травня 1755 року. Спочатку дата заснування Університету не відзначалася пишно, проте в 60-ті роки XIX століття Тетянин день стає негласним студентським святом, яке поділялося на офіційну і неофіційну частини. До офіційних торжеств відносилися: обід у їдальні, молебень в університетській церкві Святої Тетяни на Моховій вулиці, звернення ректора до студентів і вручення нагород, а також прогулянки по приміщеннях університету — аудиторіях і бібліотеках. Після цього починалася неофіційна програма. Студенти веселилися і гуляли по центру Москви групами, виспівуючи пісні.

Доменіко Жилярді. Московський університет, Актова зала старого корпусу

Випускник Університету Антон Чехов одного разу сказав з приводу святкування Тетяниного дня: «випили всі, окрім Москви-річки, і те завдяки тому, що замерзнула. Піаніно і роялі тріщали, оркестри не замовкали. Було так весело, що один студент від надміру почуттів покупався в резервуарі, де плаває стерлядь».
У 1923 році Тетянин день святкувати заборонили, замінивши його на стриманіший «День пролетарського студентства». Тільки у 1992 році новообраний ректор МДУ В. А. Садовничий повернув до Університету традицію відзначати 25 січня (12 січня за старим стилем) — Тетянин день — як День народження МДУ, який уже за звичаєм, що склався раніше, знов став супроводжуватися масовими студентськими гуляннями, веселістю й урочистостями. До цієї дати також тепер приурочені щорічна наукова конференція «читання Ломоносова» і дні наукової творчості студентів.

## Студентські організації та гуртки
У МДУ діє величезна кількість студентських організацій і гуртків. Зокрема, існує Студентська Рада МДУ. На кожному факультеті спарадично діють свої гуртки молодих вчених. Є друковані й інтернет-видання. З'явився власний телеканал в інтернеті.

## Рейтинг
Згідно з повідомленням Pravda.ru з посиланням на рейтинг, складений британським міжнародним консалтинговим агентством Quacquarelli Symonds (QS), Московський державний університет в 2014 році посів третє місце в країнах БРІКС. У список QS увійшли університети Бразилії, Росії, Індії, Китаю та Південної Африки.

## Рівень дисертацій
За даними мережевого експертного співтовариства «Диссернет» станом на 2014 рік, МДУ є однією з найбільших в Росії «діссергейтних корпорацій», які виробляють підроблені дисертації. Експерти спільноти відзначають, що головними джерелами таких дисертацій в МГУ є факультет державного управління під керівництвом В. О. Ніконова і факультет соціології під керівництвом В. І. Добренькова.

## Відомі випускники
Див. також Категорія:Випускники Московського університету
- Аджубей Рада Микитівна
- Бачинський Олексій Йосипович
- Веймарн Євгеній Володимирович (1928)
- Войцехович Іван
- Гінзбург Віталій Лазарович (1938)
- Говорун Микола Миколайович
- Гребнер Георгій Едуардович
- Граков Борис Миколайович
- Двигубський Іван Олексійович
- Дрінфельд Володимир Гершонович (1974)
- Ільм Інга Валеріївна
- Карцов Володимир Геннадійович (1928)
- Козак Тарас Мирославович
- Концевич Максим Львович (1985)
- Костюкович Олена Олександрівна
- Лук'яненко Левко Григорович
- Маргуліс Григорій Олександрович (1967)
- Мороз Василь Іванович
- Віра Небольсіна
- Новіков Сергій Петрович (1960)
- Окуньков Андрій Юрійович
- Русанова Ірина Петрівна (1953)
- Сахаров Андрій Дмитрович (1942)
- Столєтов Олександр Григорович (1860)
- Потупа Олександр Сергійович (1967)
- Рехлицький Зіновій Йосипович (1947)
- Марина Ратнер (1961)
- Талько-Гринцевич Петро Антонович (1916)
- Тамм Ігор Євгенович (1918)
- Чехов Антон Павлович (1884)
- Шанський Микола Максимович
- Франк Ілля Михайлович (1930)